# Бонно, Жюль Жозеф
Жюль Жозеф Бонно (14 октября 1876, Пон-де-Руад, департамент Ду — 28 апреля 1912, Париж) — французский анархист, последователь иллегализма. Лидер группы анархистов, более известной в прессе под именем «Банда Бонно», совершившей за 1911 и 1912 год множество громких ограблений и убийств. За его особый вкус и дорогую одежду товарищи дали ему прозвище «буржуй». Пойман он был с большим трудом, а его смерть привлекла широкое внимание общественности.

## Биография

### Юность
23 января 1887 года, когда Бонно было всего десять лет, в городе Безансон умирает его мать. С этого момента все заботы по воспитанию мальчика взял на себя отец Жюля — необразованный литейщик. В школе особых успехов Жюль не достиг и потому покинул её довольно быстро. С 14 лет он начал своё обучение, но ему не хватало мотивации и он часто конфликтовал с начальством. В 1891 году в возрасте 15 лет он был осужден за браконьерство, а в 1895 приговорен к тюремному заключению за драку с полицейским на танцах. По окончании службы в армии в августе 1901 года он женился на молоденькой швее Софи-Луизе Бурдэ. В 1903 году из-за неразделённой любви повесился его старший брат.

### Анархические убеждения
В это время Бонно и начал свою анархическую борьбу. За свои политические убеждения и деятельность он был уволен с железной дороги Бэллегард (Bellegarde), и теперь никто больше уже не хотел принимать его на работу. Так он решил уехать в Швейцарию. Там ему удалось получить должность механика. В Женеве забеременела его жена. Первый ребёнок — Эмилия – умирает спустя несколько дней после рождения. Бонно всё ещё продолжал свою анархическую борьбу и получил репутацию агитатора, за что и был выслан из страны.
Навыки механика позволили Бонно получить работу на одном из крупнейших автопроизводств в Лионе, там же его жена снова родила. Он не потерял свои политические убеждения и продолжал обличать несправедливость, устраивал забастовки, теряя доверие и падая в глазах своих работодателей.
Он снова был вынужден переехать, на этот раз в Сент-Этьен, где устраивается механиком в одну известную фирму. Он вместе со своей семьей жил у секретаря их профсоюза Бессона, ставшего впоследствии любовником жены Бонно. Чтобы избежать мести со стороны разгневанного изменой жены Бонно, Бессон переезжает вместе с Софи и ребёнком Бонно в Швейцарию. Политическая активность Бонно стала ещё сильнее. Побег Софи привел к тому, что Бонно потерял работу. В период с 1906 по 1907 год он вместе со своим ассистентом Платано открывает пару ремонтных мастеских в Лионе. В 1910 году он уезжает в Лондон, где благодаря своему таланту становится водителем сэра Артура Конан Дойля, создателя Шерлока Холмса. Этот опыт пригодился ему потом в его нелегальной деятельности, когда он совершал грабежи на больших машинах.

### Начало деятельности банды
В конце 1910 года Бонно возвращается в Лион и впервые в истории использует автомобиль для криминальных целей. Полиция села ему на хвост и буквально наступала ему на пятки, но задержать его по горячим следам всё же не удалось, и он покинул город вместе с Платано, которого Бонно убивает во время поездки. Обстоятельства убийства до сих пор остаются невыясненными. Версия Бонно сводится к тому, что в результате несчастного случая при неосторожном обращении с револьвером Платано сам нанёс себе тяжёлые ранения, а Бонно хотел лишь прекратить его страдания. Как утверждает Альфонс Будар, у Бонно не могло быть никакой другой причины, ведь Платано был тесно связан с парижскими анархистами, поддерживавшими и разделявшими идеи Бонно, но и версию убийства тоже нельзя полностью исключить, так как у Бонно была с собой крупная сумма денег, 40000 франков, ассигнованных Платано.
В конце ноября 1911 года в штаб-квартире издательства журнала «Анархия» («L’Anarchie»), которым руководил Виктор Серж, Бонно встречает нескольких сторонников анархизма, которые впоследствии становятся его сообщниками. Основными из них стали Октав Гарнье и Раймон Кальмен, которого называли «Раймон-наука», другие играли менее важные роли: Эли Монье по прозвищу «Simentoff», Эдуард Каруи, Андре Суди и Эжен Дьёдонне, чьё действительное положение в банде уже наверно никогда не удастся полностью выяснить. Являясь сторонниками индивидуальной экспроприации, все уже имели опыт совершения грабежей и были готовы к серьёзным делам.
Так с появлением Бонно образовалась банда. Несмотря на то, что идея лидерства отвергается анархистами, на практике же именно Бонно, полагаясь на свой почтенный возраст и наличие криминального опыта, взял на себя руководство действиями группы, хотя об этом принято не упоминать.

### Ограбление Сосьете Женераль
14 декабря 1911 года для осуществления своих планов Бонно, Гарнье и Каллемин угоняют машину. Основываясь на своих знаниях, Бонно выбрал надежный, быстрый и роскошный Delaunay-Belleville 12 CV, модель 1910 черно-зелёного цвета.
В 9 часов утра 21 декабря 1911 года Бонно, Гарнье и Калльмен, а вероятно ещё один четвёртый сообщник (Эрнест Каби), уже поджидали на парижской улице Rue d’Ordemer у дома 148 инкассатора Сосьете Женераль и его охранника Альфреда Пимана. Как только Гарнье и Каллемин увидели своих жертв, они тут же бросились на них, в то время как Бонно остался ждать за рулем. Гарнье выстрелил два раза, тяжело ранив инкассатора. Калльмен выхватил мешок, и оба кинулись к машине.
Прохожих и сотрудников, которые пытались помешать им, Бонно отпугивал выстрелами в воздух. Как только Гарнье и Калльмен сели в машину, Бонно тут же резко тронулся, что привело к тому, что мешок с деньгами упал в канаву. Калльмен вышел, чтобы поднять деньги, при этом стреляя без предупреждения в любого, кто двигался по направлению к нему. Забрав мешок, он вернулся в машину. По словам очевидцев в этот момент появился ещё один участник. Наконец, Бонно завел машину и банда скрылась вместе с добычей.
Это был первый раз, когда при ограблении использовался автомобиль. События получили широкую огласку ещё и в связи с ранениями служащего банка. На следующее утро в газетах появились сообщения об инциденте. Однако ограбление всё же нельзя было назвать успешным: сумма похищенного составила всего 5000 франков наличными и 300 000 франков не рыночными ценными бумагами. Одну из сумок с 40 000 франков бандиты в суматохе не забрали. Они оставили машину в городке Дьеп и вернулись в Париж. Калльмен, ездивший в Бельгию и безуспешно пытавшийся сбыть там ценные бумаги, вновь присоединился к остальным. К этому моменту полиция уже отрабатывала версию причастности к ограблению анархистов, что делало инцидент ещё более интересным для прессы.
Спустя неделю после этих захватывающих событий Гарнье и Калльмен нашли укрытие у Виктора Сержа и его подруги Риретт Мэтржан. Хотя он и не одобрял методов банды, все же он взял их к себе из солидарности. Вскоре после того, как Гарнье и Калльмен снова исчезли, в квартире Сержа, как и во многих квартирах других известных анархистов, полицейские провели обыск, в результате чего Серж и его подруга были задержаны за хранение оружия, которое кто-то из гостивших товарищей-анархистов на радостях оставил в одном из пакетов. Журналисты буквально накинулись на это событие, называя Сержа не иначе как «мозговым центром банды» и предположив, что теперь то уж аресты остальных членов банды точно не за горами. Но на деле же все вышло несколько иначе: молодые анархисты, встревоженные несправедливым арестом Сержа, присоединялись к группе иллегалистов.

### Другие кражи и ограбления
Банда продолжила свои похождения. 31 декабря в городе Гент, Бонно, Гарнье и Карье предприняли попытку угнать машину. Но они были поражены отпором водителя, которому удалось отбиться от Гарнье. Встревоженный шумом и прибежавший на место преступления ночной сторож был застрелен из револьвера. 3 января 1912 года при совершении кражи со взломом в городе Тие (Thiais) Карье совместно с Мариусом Межем убивают пенсионера и его служанку. Нет абсолютно никаких доказательств, что это двойное убийство было согласовано с самим Бонно и другими членами банды. Но поскольку Карье принимал участие в инциденте в городе Гент, суд записал это убийство на счёт банды Бонно. Полицейский (которого, как потом выяснилось, абсолютно случайно звали Гарнье), остановивший их за опасную езду Бонно по Парижу, был убит Гарнье. Убийство сотрудника органов безопасности вызвало новую ещё более сильную волну гневных сообщений в прессе, а мнение, что с бандой будет покончено в ближайшее время, укрепилось. На следующие утро троица уже пыталась вскрыть сейф нотариуса в городе Понтуаз. Но владелец сейфа оказал достойное сопротивление, спугнув грабителей, которым в этот раз пришлось скрыться без добычи.
К этому времени арестовали Эжена Дьёдонне. Он отрицал свою причастность к преступной деятельности банды, но признал, что действительно знаком с Бонно и симпатизирует анархистам. Его опознал курьер-инкассатор, который до этого уже указал на фотографиях на Карье и Гарнье, которых так же обвинили в причастности к ограблению инкассаторов на улице Rue Ordener.
Опубликованное в газете Le Matin 19 марта письмо вновь вызвало повышенное внимание общественности. В нём Гарнье провокационно насмехался над неспособностью полиции поймать его. Но как выяснилось в конце письма, он не питал абсолютно никаких иллюзий относительно своей дальнейшей судьбы. Он написал: «я знаю, что я буду побежденным и слабым, но уверяю вас, я сделаю всё, что бы вам пришлось заплатить за эту победу как можно дороже». Также он заявлял о невиновности Дьёдонне во вменяемых ему преступлениях. При сравнении обнаруженных на конверте отпечатков пальцев с найденными ранее, полицейским удалось определить, что письмо действительно было написано самим Гарнье.
25 марта уже привычное трио — Бонно, Гарнье и Калльмен – в сопровождении Монье и Суди готовилось к краже лимузина Де Дион-Бутон, о доставке которого в Кот-д’Азур им каким-то образом удалось прознать. Нападение происходило в Монжероне. Что бы остановить машину, Бонно стал размахивать платком прямо посреди дороги. Как только автомобиль остановился, появились и другие члены банды. Предположив, что водитель воспользуется для защиты пистолетом, Гарнье и Калльмен застрелили его. По заявлению Бонно, когда они начали стрелять, он закричал: «Остановитесь! Вы сошли с ума! Прекратите!». Вслед за угоном банда решила совершить импровизированный налёт на Сосьете женераль в Шантийи (Chantilly). Зайдя в банк, Гарнье, Калльмен, Вале и Монье выстрелили в трёх сотрудников банка, сложили упаковки монет и банкнот в сумку и скрылись на автомобиле, в котором их поджидал Бонно. По тревоге была поднята жандармерия, в связи с чем банде пришлось передвигаться на велосипедах и лошадях.

### Конец Банды Бонно
Это стало последним ограблением, активность группы благодаря деятельности полиции подошла к концу. 30 марта был арестован Суди, 4 апреля Карье. 7 апреля стал днём, когда полицейскими был наконец пойман Калльмен — для них это задержание было очень важным, ведь он был одним из основных действующих лиц в банде наряду с Гарнье и Бонно. 24 апреля был схвачен Монье.
24 апреля Луи Жуэном, который был вторым по значимости в Главном управлении общественной безопасности (именно ему было поручено расследование дела Бонно), проводился обыск на квартире одного из сочувствующих анархистам в районе Иври-сюр-Сен. В одной из комнат он наткнулся на Бонно, который, недолго думая, выстрелил в Жуэна из револьвера, убив его, и скрылся. Но в результате перестрелки Бонно тоже получил ранения и решил заскочить в аптеку, чтобы подлечиться. Он пытался убедить аптекаря, что упал с лестницы, но тот, уже слышавший о произошедшем инциденте в Ивре, предположил, что перед ним стоит преступник, и сообщил о появлении подозрительного человека властям. Полиция узнала только о приблизительном местоположении Бонно и прочёсывала окрестности. 27 апреля полиция всё же обнаружила Бонно в его укрытие в Шуази-ле-Руа. У Бонно ещё было время, чтобы улизнуть, но начальник службы безопасности просчитал практически все варианты, окружив окрестности и вызвав подкрепление, тем самым буквально заманив Бонно в пустующий дом. Началась длительная осада, в которой принял участие даже сам префект Парижа Луи Лепин. Все больше войск стягивались к месту событий, даже зуавы, вооружённые сверхсовременными (на тот момент) пулемётами Гочкисса. Полюбоваться таким зрелищем собралось огромное количество зевак. Время от времени Бонно появлялся на крыльце дома, чтобы пострелять во врагов, но был вынужден принимать на себя регулярные залпы огня от полицейских — впрочем, до поры до времени ему удавалось оставаться невредимым.
Пока полиция теряла время, не решаясь покончить с осадой, Бонно частично уже утратил интерес к происходящему и начал составлять завещание. Наконец, Луи Лепин решил подорвать дом динамитом. Будучи тяжело раненым после взрыва, Бонно всё-таки нашёл в себе силы и время, чтобы закончить завещание, в котором он оправдывал большинство своих товарищей, среди которых был и Дьёдонне. Когда полиция пошла на штурм, тяжелораненый Бонно, лёжа на матрасах почти без сознания, не пожелал сдаваться. Он продолжал отстреливаться и, будучи ранен шестью пулями, получил ещё по меньшей мере четыре, одна из которых была выпущена самим Лепином ему в голову. Ещё будучи жив, он был доставлен в Отель-Дьё, где вскоре скончался.
После смерти Бонно на свободе остались лишь двое из его банды: Вале и, прежде всего, Гарнье, на счету которого была основная масса убийств. 12 мая они были обнаружены в домике в Ножан-сюр-Марн. Полицейские надеялись на лёгкое задержание, но по причине их бездарных, слишком заметных и неудачных действий Вале и Гарнье удалось раскусить их планы и подготовить дом к атакам полиции. Началась новая осада, очень походившая на предыдущую по огромному количеству привлечённых из Шуази полицейских и вооружённых сил и по толпе зевак, внимательно наблюдавших за каждым действием обеих сторон. На протяжении более девяти часов Вале и Гарнье удавалось сдерживать эту «маленькую армию» на довольно-таки почтительном расстоянии. Наконец, спецподразделениям удалось заминировать и подорвать дом. Полиция тут же приступила к штурму, в результате которого оба мужчины были убиты. После всего этого полицейским ещё пришлось отбиваться от разъярённой толпы людей, которые даже после смерти преступников горели желанием разорвать их тела на кусочки.

## Процесс над выжившими
Судебный процесс по делу оставшихся в живых членов банды Бонно состоялся в феврале 1913 года. главными обвиняемыми были Калльмен, Карье, Меж, Суди, Монье, Дьёдонне и Виктор Серж. Другие обвиняемые подозревались в связях с бандой и оказании помощи в различных эпизодах преступной деятельности. Калльмен, являясь важнейшим из выживших членов банды, использовал суд в качестве трибуны для публичного выражения своей революционной позиции. Хотя он и отвергал все доказательства против себя, но делал это в такой форме, что сомнений в его виновности не возникло. Карье и Меж были предъявлены особые обвинения в двойном убийстве, совершенном ими в Тие. Они отрицали свою причастность, но всё же были опознаны по отпечаткам пальцев. Монье и Суди обвинялись в участии в вооружённом нападении в Шантилли, доказательства их вины были неопровержимыми. Виктор Серж ещё до процесса был представлен как мозговой центр банды, что он, естественно, отрицал. Он утверждал, что у него совершенно не было времени для совершения нападений вместе с остальными членами бандами.
Единственный эпизод, вызвавший сомнения, — это обвинение Дьёдонне в его участии в ограблении на улице Rue Ordener. И Бонно и Гарнье перед своей смертью заявили о его невиновности. К тому же Дьёдонне предоставил убедительное алиби, согласно которому он в момент совершения преступления действительно находился в Нанси. Однако некоторые свидетели, среди которых был и ограбленный бандой инкассатор, подтвердили присутствие Дьёдонне на месте ограбления.
В итоге Калльмен, Монье, Суди и Дьёдонне были приговорены к казни, а Карье и Меж к пожизненной каторге. Спустя некоторое время после приговора Карье в своей камере покончил жизнь самоубийством. Виктор Серж был приговорен к пяти годам лишения свободы. Хотя ему и удалось отвести от себя обвинения в том, что он являлся «мозговым центром» банды, но повод для ареста всё же нашёлся — найденный при обыске револьвер. По оглашению приговора Калльмен выступил с речью. Прежде он отрицал своё участие в ограблении по улице Rue Ordener, теперь же он признавал свою вину и уверял суд в невиновности Дьёдонне. Это заявление было использовано адвокатом Дьёдонне Винсаном де Моро-Жьяфри для обращения к президенту Раймону Пуанкаре с просьбой о помиловании. В результате приговор суда был изменен на более «мягкий»: пожизненная каторга вместо казни. Трое других приговорённых к казни были обезглавлены на гильотине 21 апреля 1913 года в тюрьме Санте 14-го округа Парижа.

## Память о Бонно
- После всего этого на протяжении долгого времени о Бонно и его банде почти нигде ничего не упоминалось, но спустя уже более чем полвека в мае 1968 года некоторыми членами оккупационного комитета, прежде всего «Бешеными», анархистами и ситуационистами помещение Caillavès-Saal в Сорбонне было переименовано в Зал Жюля Бонно и стало использоваться ими в качестве места проведения заседаний оккупационного комитета[4].
- В 1968 году выходит книга, а в 1969 фильм, посвященные Банде Бонно. «Членом» банды Бонно был Гастон Утиный нос — второстепенный персонаж фантастического романа А. Н. Толстого «Гиперболоид инженера Гарина».
- Жюль Бонно — главный антагонист фильма Тигровые бригады (фильм)[фр.] (2006 г.), его роль сыграл Жак Гамблен .
- У Джо Дассена есть песня, посвященная банде Бонно.